# Julieta Alaides Paz
Julieta Alaides Bonilla Paz (Canelones, Uruguay, 27 de mayo de 1996) es una futbolista uruguaya que juega para el Club Atlético Belgrano de la Primera División Argentina.

## Trayectoria

### Primeros pasos
Empezó a jugar al fútbol como muchas niñas, comenzó jugando en equipos con niños varones en los clubes Colinas Solymar y Cruz Azul.
Posteriormente, ya en el fútbol femenino jugó en varios clubes de su país natal como Nacional (donde participó de ediciones de la Copa Libertadores) Alumni, River Plate de Uruguay y Colón. 
Prontamente saltaría el charco para formar parte del plantel femenino de Racing de Córdoba, donde compitió en la Liga Cordobesa de Fútbol y marcó más de cien goles con las académicas.
En 2016 dejó las canchas para convertirse en madre y tras la Pandemia de COVID-19 se alejó completamente del fútbol profesional. 

### Vuelta a las canchas
En el 2023 la uruguaya tuvó la oportunidad de volver al fútbol profesional, tras algunos años jugando de manera amateur, de la mano de Belgrano. En el club firmó su primer contrato profesional para jugar la Primera División de Fútbol Femenino.

### Convocatoria selección nacional
Empezada la Primera División de Fútbol Femenino, sumó minutos en todos los encuentros, lo que le permitió ser citada para la Selección Uruguaya para disputar dos encuentros frente a Perú donde marcó un gol. 